# Bladon Castle
Bladon Castle ist eine Folly, die teilweise in ein Landhaus umgewandelt wurde. Es liegt etwa 500 m südwestlich des Dorfes Newton Solney im Süden der englischen Grafschaft Derbyshire, etwa 1,5 km nordöstlich von Burton-upon-Trent und nahe dem Punkt, an dem der River Trent die Grenze zu Staffordshire bildet. Das Gebäude liegt auf dem Grundstück der Bladon House School.
Die Burg wurde ursprünglich als Folly im neugotischen Stil vom Architekten Jeffrey Wyattville für Abraham Hoskins aus Burton-upon-Trent errichtet. Später wurde sie teilweise in ein Landhaus umgewandelt.
Das Gebäude ist heute teilweise verfallen und English Heritage hat es als historisches Gebäude II*. Grades gelistet.